# Oriente tragico
Oriente tragico (Mr. Wu) è un film muto del 1919 diretto da Maurice Elvey.

## Produzione
Il film fu prodotto dalla Stoll Picture Productions.

## Distribuzione
Distribuito dalla Stoll Picture Productions, il film uscì nelle sale cinematografiche britanniche nel 1922.

## Differenti versioni
Il lavoro teatrale di Maurice Vernon e Harold Owen fu portato sullo schermo in diversi adattamenti:
- Oriente tragico (Mr. Wu) di Maurice Elvey (1919)
- Mr. Wu di Lupu Pick (1919)
- Mr. Wu (1920)
- Mr. Wu di William Nigh (1927)
- Wu Li Chang di Carlos F. Borcosque, Nick Grinde (1930)